# 소대기
소대기(蕭大器, 524년 ~ 551년)는 중국 남북조 시대 양나라의 황족이다. 자는 인종(仁宗)이고 간문제의 맏아들이다.

## 생애
531년에 아버지인 진안왕 소강이 황태자가 되자 이듬해인 532년에 선성군왕(宣城郡王)에 봉해졌고 시중(侍中)과 양주자사(揚州刺史)를 역임했다.
후경의 난이 일어나고 건강이 포위돼 공격을 받자 대내대도독(臺內大都督)이 되었다. 간문제가 즉위하자 황태자가 되었다.
551년에 후경이 간문제를 폐위한 뒤 소대기마저 죽이려고 했다. 당시 소대기는 《노자》를 읽고 있었는데 후경이 행형인을 시켜 그를 끌어낸 뒤 허리띠로 소대기를 교살하려고 하니 소대기가 그것으론 죽일 수 없다고 하고 휘장을 가져와서 자신을 교살하도록 했다. 이듬해인 552년에 숙부인 원제에 의해 애황태자(哀皇太子)로 추시됐다.